# Contessa
Contessa é uma telenovela filipina exibida pela GMA Network de 19 de março a 8 de setembro de 2018, estrelada por Glaiza de Castro.

## Enredo
Bea é acusada e presa por um crime que não cometeu, está determinada a se vingar das pessoas que levaram tudo e todos que amavam para longe dela. Ela reivindica uma nova identidade como Contessa e buscará redenção e justiça.

## Elenco

### Elenco principal
- Glaiza de Castro como Beatrice “Bea” Resureccion - Caballero / Contessa Venganza
- Geoff Eigenmann como Gabriel R. Caballero
- Jak Roberto como Santiago "Jong" Generoso Jr.
- Gabby Eigenmann como Victorino "Vito" C. Imperial Jr. / Duquessa Dolce Vita
- Lauren Young como Daniella "Dani" C. Imperial

### Elenco de apoio
- Chanda Romero como Charito Castillo vda. de Imperial / Black Scorpion
- Tetchie Agbayani como Guadalupe "Guada" Sarmiento vda. de Venganza / Dragona / Queen V.
- Leandro Baldemor como Santiago "Tiago" Generoso Sr.
- Dominic Roco como Oliver Sta. Ana
- Bernadette Allyson como Sarah Imperial
- Melissa Mendez como Helen Ramirez vda. de Caballero
- Mon Confiado como Armando "Arman" Wilwayco
- Tanya Gomez como Linda Resurreccion
- Karel Marquez como Virginia "Gigi" Palaroan
- Phytos Ramirez como Winston Mallari
- Denise Barbacena como Miadora Jimenez
- Will Ashley De Leon como Elijah "Ely" Resureccion Venganza

## Exibição
| País/Região      | Emissora     | Data de estréia     | Data de final         | Título   |
| ---------------- | ------------ | ------------------- | --------------------- | -------- |
| Filipinas        | GMA Network  | 19 de março de 2018 | 8 de setembro de 2018 | Contessa |
| Estados Unidos   | GMA Pinoy TV | março de 2018       | setembro de 2018      | Contessa |
| Canadá           | GMA Pinoy TV | março de 2018       | setembro de 2018      | Contessa |
| Japão            | GMA Pinoy TV | março de 2018       | setembro de 2018      | Contessa |
| Taiwan           | GMA Pinoy TV | março de 2018       | setembro de 2018      | Contessa |
| Hong Kong        | GMA Pinoy TV | março de 2018       | setembro de 2018      | Contessa |
| Malásia          | GMA Pinoy TV | março de 2018       | setembro de 2018      | Contessa |
| Indonésia        | GMA Pinoy TV | março de 2018       | setembro de 2018      | Contessa |
| Singapura        | GMA Pinoy TV | março de 2018       | setembro de 2018      | Contessa |
| Papua-Nova Guiné | GMA Pinoy TV | março de 2018       | setembro de 2018      | Contessa |
| Austrália        | GMA Pinoy TV | março de 2018       | setembro de 2018      | Contessa |
| Nova Zelândia    | GMA Pinoy TV | março de 2018       | setembro de 2018      | Contessa |
| Europa           | GMA Pinoy TV | março de 2018       | setembro de 2018      | Contessa |
| Médio Oriente    | GMA Pinoy TV | março de 2018       | setembro de 2018      | Contessa |